# Carlo Romanatti
Carlo Romanatti (Bulgarograsso, 27 ottobre 1910 – Brescia, 12 febbraio 1975) è stato un ciclista su strada italiano, attivo come professionista e indipendente dal 1930 al 1946.

## Carriera
Corse dal 1930 al 1940, per poi fermarsi a causa della seconda guerra mondiale e riprendere per un anno nel 1946. Ebbe comunque una carriera con diversi piazzamenti importanti, fra tutti il terzo posto nella Coppa Bernocchi 1936 e il secondo posto alle spalle di Angelo Varetto nella Milano-Sanremo 1936; fece inoltre parte della squadra italiana al Tour de France 1936. Corse per importanti squadre italiane degli anni trenta quali la varesina Ganna e la milanese Bianchi.

## Piazzamenti

### Grandi Giri
- Giro d'Italia

1930: 24º
1933: 12º
1935: 28º
1936: 33º
1938: 30º
1939: 38º
- Tour de France

1936: 36º